# Curling-Weltmeisterschaft der Herren 2013
Die Curling-Weltmeisterschaft der Herren 2013 (offiziell World Men's Curling Championship 2013) fand vom 30. März bis 7. April 2013 im Save-On-Foods Memorial Centre in Victoria, Kanada statt.

## Qualifikation
- Kanada (Ausrichtende Nation & Titelverteidiger)
- Vereinigte Staaten
- Top acht Teams der Curling-Europameisterschaft 2012
  -  Schweden (Europameister)
  -  Norwegen (Vize-Europameister)
  -  Schweiz
  -  Tschechien
  -  Schottland
  -  Dänemark
  -  Russland
  -  Finnland
- Top zwei Teams der Curling-Pazifik-Meisterschaft 2012
  -  Volksrepublik China (Sieger)
  -  Japan (Vize)

## Teilnehmer
| Kanada | Volksrepublik China | Tschechien |
| --- | --- | --- |
| Soo CA, Sault Ste. Marie Skip: Brad Jacobs Third: Ryan Fry Second: E. J. Harnden Lead: Ryan Harnden Ersatz: Matt Dumontelle          | Harbin CC, Harbin Skip: Liu Rui Third: Xu Xiaoming Second: Ba Dexin Lead: Zang Jialiang Ersatz: Zou Dejia                         | Brno CK, Brno Skip: Jiří Snítil Third: Martin Snítil Second: Jakub Bareš Lead: Marek Vydra Ersatz: Jindřich Kitzberger                        |
| Dänemark | Finnland | Japan |
| Hvidovre CC, Hvidovre Skip: Rasmus Stjerne Third: Johnny Frederiksen Second: Mikkel Poulsen Lead: Troels Harry Ersatz: Lars Vilandt  | M-Curling, Vantaa Skip: Aku Kauste Third: Jani Sullanmaa Second: Pauli Jäämies Lead: Janne Pitko Ersatz: Leo Mäkelä               | Karuizawa CC, Karuizawa Skip: Yūsuke Morozumi Third: Tsuyoshi Yamaguchi Second: Tetsurō Shimizu Lead: Kōsuke Morozumi Ersatz: Yoshiro Shimizu |
| Norwegen | Russland | Schottland |
| Snarøen CC, Oslo Skip: Thomas Ulsrud Third: Thomas Løvold Second: Christoffer Svae Lead: Håvard Vad Petersson Ersatz: Markus Høiberg | Moskvitch CC, Moskau Skip: Andrey Drozdov Third: Alexei Stukalski Second: Alexei Zeloussow Lead: Petr Dron Ersatz: Anton Kalalb   | Curl Aberdeen, Aberdeen Skip: David Murdoch Third: Tom Brewster Second: Scott Andrews Lead: Michael Goodfellow Ersatz: Greg Drummond          |
| Schweden | Schweiz | Vereinigte Staaten |
| Karlstads CK, Karlstad Skip: Niklas Edin Third: Sebastian Kraupp Second: Fredrik Lindberg Lead: Viktor Kjäll Ersatz Oskar Eriksson   | CC Adelboden, Adelboden Skip: Sven Michel Third: Claudio Pätz Second: Sandro Trolliet Lead: Simon Gempeler Ersatz: Benoît Schwarz | Granite CC, Seattle Skip: Brady Clark Third: Sean Beighton Second: Darren Lehto Lead: Phil Tilker Ersatz: Greg Persinger                      |

## Spielplan / Ergebnisse

### Endergebnis Round Robin
| Platz | Team                | Spiele | Siege | Ndlg. |
| ----- | ------------------- | ------ | ----- | ----- |
| 1.    | Schottland          | 11     | 8     | 3     |
| 2.    | Schweden            | 11     | 7     | 4     |
| 3.    | Dänemark            | 11     | 7     | 4     |
| 4.    | Kanada              | 11     | 7     | 4     |
| 5.    | Norwegen            | 11     | 6     | 5     |
| 6.    | Volksrepublik China | 11     | 6     | 5     |
| 7.    | Schweiz             | 11     | 6     | 5     |
| 8.    | Tschechien          | 11     | 6     | 5     |
| 9.    | Vereinigte Staaten  | 11     | 5     | 6     |
| 10.   | Russland            | 11     | 3     | 8     |
| 11.   | Japan               | 11     | 3     | 8     |
| 12.   | Finnland            | 11     | 2     | 9     |

## Endrunde

### 1 vs. 2
Freitag, 5. April 2013, 19:00
| Team       |    | 1 | 2 | 3 | 4 | 5 | 6 | 7 | 8 | 9 | 10 | Gesamt |
| ---------- | -- | - | - | - | - | - | - | - | - | - | -- | ------ |
| Schottland |    | 1 | 0 | 1 | 0 | 0 | 1 | 0 | 1 | 1 | 0  | 5      |
| Schweden   | 🔨 | 0 | 2 | 0 | 0 | 1 | 0 | 2 | 0 | 0 | 1  | 6      |

### 3 vs. 4
Samstag, 6. April 2013, 11:00
| Team     |    | 1 | 2 | 3 | 4 | 5 | 6 | 7 | 8 | 9 | 10 | Gesamt |
| -------- | -- | - | - | - | - | - | - | - | - | - | -- | ------ |
| Dänemark | 🔨 | 1 | 0 | 2 | 0 | 0 | 0 | 1 | 0 | 2 | 0  | 6      |
| Kanada   |    | 0 | 2 | 0 | 0 | 0 | 2 | 0 | 2 | 0 | 2  | 8      |

### Halbfinale
Samstag, 6. April 2013, 16:00
| Team       |    | 1 | 2 | 3 | 4 | 5 | 6 | 7 | 8 | 9 | 10 | Gesamt |
| ---------- | -- | - | - | - | - | - | - | - | - | - | -- | ------ |
| Schottland | 🔨 | 1 | 0 | 0 | 0 | 1 | 0 | 0 | 0 | 1 | X  | 3      |
| Kanada     |    | 0 | 0 | 0 | 2 | 0 | 3 | 0 | 1 | 0 | X  | 6      |

### Bronze-Medaille
Sonntag, 7. April 2013, 11:00
| Team       |    | 1 | 2 | 3 | 4 | 5 | 6 | 7 | 8 | 9 | 10 | Gesamt |
| ---------- | -- | - | - | - | - | - | - | - | - | - | -- | ------ |
| Schottland | 🔨 | 2 | 0 | 0 | 0 | 0 | 2 | 0 | 3 | 0 | 0  | 7      |
| Dänemark   |    | 0 | 0 | 0 | 0 | 2 | 0 | 2 | 0 | 2 | 0  | 6      |

### Gold-Medaille
Sonntag, 7. April 2013, 16:00
| Team     |    | 1 | 2 | 3 | 4 | 5 | 6 | 7 | 8 | 9 | 10 | Gesamt |
| -------- | -- | - | - | - | - | - | - | - | - | - | -- | ------ |
| Schweden | 🔨 | 2 | 0 | 2 | 0 | 1 | 1 | 0 | 2 | 0 | X  | 8      |
| Kanada   |    | 0 | 1 | 0 | 2 | 0 | 0 | 1 | 0 | 2 | X  | 6      |